# Cordulecerus dohrni
Cordulecerus dohrni is een insect uit de familie van de vlinderhaften (Ascalaphidae), die tot de orde netvleugeligen (Neuroptera) behoort. 
Cordulecerus dohrni is voor het eerst wetenschappelijk beschreven door Van der Weele in 1909.